# Siegfried Fülle
Siegfried Fülle (n. 6 octombrie 1939, Greiz, Landul Turingia, Germania Nazistă) este un gimnast artistic ce a reprezentat Germania, medaliat olimpic. A participat la 3 ediții ale Jocurilor Olimpice (1960, 1964, 1968) în care a câștigat două medalii de bronz.